# Eigil Thielsen
Eigil Thielsen (født 17. august 1914 i København, død 27. juni 2000 i Hellerup) var en dansk retsformand og fodboldspiller. 
Thielsen var søn af frihavnsdirektør Oscar Thielsen og Ebba f. Herforth. Han blev student fra Ordrup Gymnasium i 1932 og cand. jur. i 1940. Derpå blev han ansat som sekretær i Finansministeriets skattedepartement, hvor han i 1965 avancerede til kontorchef. Samtidig var han tilknyttet Landsskatteretten, hvor han tillige fra 1973 til 1984 virkede som retsformand. Efterfølgende var Thielsen redaktør for en samling dobbeltbeskatningsaftaler for Skatteforlaget og medredaktør af tidskriftet Skat Udland, ligesom han gennem hele sit virke havde været medforfatter på flere juraomhandlende skrifter. Han sad tillige i bestyrelsen for en række familielegater, bl.a. Det Herforthske Familielegat, og var udnævnt Ridder af Dannebrog. 
Endvidere gjorde Thielsen sig gældende som ivrig sportsmand, først og fremmest som fodboldspiller på det danske landshold i 1930'erne og sideløbende i fodboldklubben AB, hvor hans far var formand. Desuden var han formand for Dansk Tennis Forbund fra 1969 til 1975.